# Яутла (река)
Яутла — река в России, протекает в Шатровском районе Курганской области. Исток реки находится в болоте к юго-западу от села Яутла. Устье реки находится в 55 км по правому берегу реки Ирюм у села Самохвалово. Длина реки составляет 19 км.
На реке стоят село Яутла, деревни Калмакова, Помалово и Хандорина.
У деревни Помалово в Яутлу справа впадает Чёрная
Система водного объекта: Ирюм → Исеть → Тобол → Иртыш → Обь → Карское море.

## Данные водного реестра
По данным государственного водного реестра России относится к Иртышскому бассейновому округу, водохозяйственный участок реки — Исеть от впадения реки Теча и до устья, без реки Миасс, речной подбассейн реки — Тобол. Речной бассейн реки — Иртыш.
Код объекта в государственном водном реестре — 14010501112111200003989.